# Marsdenia macrophylla
Marsdenia macrophylla är en oleanderväxtart som först beskrevs av Humboldt, Amp; Bonpl. och Schultes, och fick sitt nu gällande namn av Fourn.. Marsdenia macrophylla ingår i släktet Marsdenia och familjen oleanderväxter. Inga underarter finns listade i Catalogue of Life.